# Cmentarz w Wolborzu
Cmentarz w Wolborzu – cmentarz parafialny-rzymskokatolicki w Wolborzu w powiecie piotrkowskim, w województwie łódzkim, przy ulicy Warszawskiej w bezpośrednim sąsiedztwie wsi Bogusławice.
Najstarsze nagrobki pochodzą z XIX wieku.
Pieniądze na renowację kaplicy, jej nagłośnienie oraz rewitalizację alej zbiera Społeczny Komitet Budowy Alejek na cmentarzu parafialnym w Wolborzu. W ciągu ostatnich lat doprowadził on do renowacji części zawalonego muru cmentarnego

## Ważniejsze obiekty
- Kaplica cmentarna św. Anny (koniec XIX wieku)
- Kwatera żołnierzy poległych podczas I wojny światowej
- Kwatera wojenna żołnierzy Wojska Polskiego poległych w Kampanii Wrześniowej 1939 roku
- Kwatera wojenna ofiar terroru okupanta niemieckiego z lat 1943-1944
- Kwatera Zgromadzenia Sióstr Pod Wezwaniem Świętej Teresy od Dzieciątka Jezus
- Kamień pamiątkowy z okazji 200-lecia Ochrony Przeciwpożarowej w Wolborzu z 2005 r.

## Znane osoby pochowane na cmentarzu
- Wanda Borczuk (1919-1984) – żołnierz Armii Krajowej, dama Orderu Virtuti Militari
- Józef Borkowski (1933-1994) – wykładowca akademicki
- Ludwik Glazer (1780-1850) – pułkownik Wojska Polskiego, kawaler Legii Honorowej i Krzyża Wojskowego Polskiego
- Waldemar Goszcz (1973-2003) – polski piosenkarz, aktor, model, znany z serialu Adam i Ewa
- Marian Hejduk (1949-2002) – kapitan żeglugi wielkiej, wychowawca internatu Zasadniczej Szkoły Żeglugi Śródlądowej we Wrocławku
- Feliks Kasza (1911-2002) – żołnierz Armii Krajowej, kawaler Virtuti Militari, nauczyciel
- Piotr Kłyszyński (1835-1873) – administrator majoratu Bogusławice
- Stanisław Lewicki (1795-1882) – ksiądz rzymskokatolicki, kanonik kapituły włocławskiej, proboszcz parafii wolborskiej w latach 1862-1882
- Andrzej Przewoźniak ps. Cygan (1927-1946) – polski żołnierz podziemia antykomunistycznego, członek Konspiracyjnego Wojska Polskiego